# بيز كافرادي
بيز كافرادي (بالإنجليزية: Piz Cavradi)‏ هو أحد جبال سلسلة جبال الألب ليبونتيني ويقع في كانتون غراوبوندن في سويسرا. يحتل المرتبة رقم 301 في قائمة جبال سويسرا من حيث الارتفاع، إذ يبلغ ارتفاعه حوالي 2614 متر، بينما يبلغ ارتفاع نتوء الجبل 351 متر.